# Douloulcy
Douloulcy est une commune rurale située dans le département de Didyr de la province de Sanguié dans la région du Centre-Ouest au Burkina Faso.

## Géographie
Situé à 15 km à l'est de Didyr, Douloulcy est divisé en onze quartiers : Ogorali, Ossôô, Ossadyr, Darh (Daryò), Kalaboumbo, Kélagni, Kaabichiô, Papum, Poundyr, Oguimali et Pankodogo.